# Tavija
Tavija (cyr. Тавија) – wieś w Bośni i Hercegowinie, w Republice Serbskiej, w gminie Kostajnica. W 2013 roku liczyła 705 mieszkańców.